# 12221 Ogatakoan
12221 Ogatakoan eller 1982 VS2 är en asteroid i huvudbältet som upptäcktes den 14 november 1982 av de båda japanska astronomerna Hiroki Kōsai och Kiichirō Furukawa vid Kiso-observatoriet i Japan. Den är uppkallad efter japanen Ogata Kōan.
Asteroiden har en diameter på ungefär 7 kilometer.